# Кураб'є
Кураб'є — східні солодощі у вигляді пісочного печива.

## Етимологія
Лексему «кураб'є» можна з повним правом віднести як до арабського, так і до тюркського світу. Виникла лексема в арабській мові: ġuraybat — солодощі, зроблені з борошна, цукру та олії і випечені в духовці. Витоки слова в прикметнику ġarīb — дивний, чужий, екзотичний. В арабській мові лексема з'явилася тільки в XVI столітті, тоді «ğurabiye» означало маленьку дрібничку і печиво кураб'є.
Печиво сприймалося як щось незвичайне, нове, чужорідне. Арабський корінь gh-r-b або г-р-б використовувався для позначення чужоземного, стороннього.

## Легенда
Винахідливий слуга перського султана придумав цей смаколик з волі випадку. Одного разу недоброзичливці вкрали з дому султана продукти, з яких виготовлялися традиційні східні солодощі. Тоді він просто використав борошно, якого завжди було вдосталь вдома, яйця, цукор та трохи олії. В довершення він «прикрасив» смак печива ноткою шафрану, а зовнішній вигляд легким шаром цукрової пудри. Так було випечено перший кураб'є — проста, але в той же час стала неймовірно улюбленої і поширеною, східні солодощі. Кураб'є завжди випікалося пряним, будь то шафран, кориця, гвоздика або навіть простий ванілін. Ніхто не може з повною ймовірністю сказати, яку форму мало те найперше печиво, за одними джерелами кураб'є — ромашковий настрій — це було печиво у формі ромашок, за іншими — невеликих розмірів випічка, присипана цукровою пудрою.

## Виготовлення та традиції

#### Крим
У Криму його називають «хурабіє», від слова «хураб», яке позначає «солодкість». У Криму «кураб'є» роблять різноманітної форми. Ритуальний святковий характер хурабіє має на свято Ураза-байрам (завершення 30-денного посту), коли треба обов'язково пригостити вечерею і солодощами когось стороннього — гостя в прямому сенсі слова. Весь день в будинку повинен бути запах їжі. Господині посилають дітей, щоб вони рознесли чебуреки і хатламу родичам. У Криму Ураза-байрам має ще дуже важливу особливість — треба не просто скуштувати такий подарунок, але і обов'язково похвалити господиню будинку за смачне частування.
Кримське «кураб'є» має безліч форм, але в основі він схожий на ромб, або поєднання двох чи трьох ромбів, щоб утворилася квітка, або вирізають у формі півмісяця.
Рецепт: цукрову пудру змішують з топленим маслом, а потім додають борошно, випікають. Готове печиво повністю з усіх боків посипають цукровою пудрою.

#### В давнину
Древній варіант кураб'є має форму квітки, і в центрі прикрашається крапелькою джема. Однак трапляються й інші форми кураб'є — у вигляді кульки, або у вигляді косо зрізаного ромба, розміром приблизно п'яти сантиметрів.

#### Греція
Греки, а також мешканці Кіпру, вважають це печиво своїми національними різдвяними ласощами. Вони готують його у вигляді кульок, які густо посипані цукровою пудрою. Кульки укладаються на страви і в вигляді сніжних гірок виставляються на підвіконня. За легендою Афіна винайшла цю страву. Якось вона спустилася на землю і дуже зголодніла. Вона зайшла у вигляді баби в будинок. Мешканці будинку були людьми добрими, але бідними. У них були тільки борошно і мед. Афіна придумала цю страву випадково, але від тоді їдять греки.

## Різновиди
- Кураб'є кримськотатарське
- Кураб'є бакинське
- Перське.
- По-сурськи, по-смирнськи, південне та багато інших.

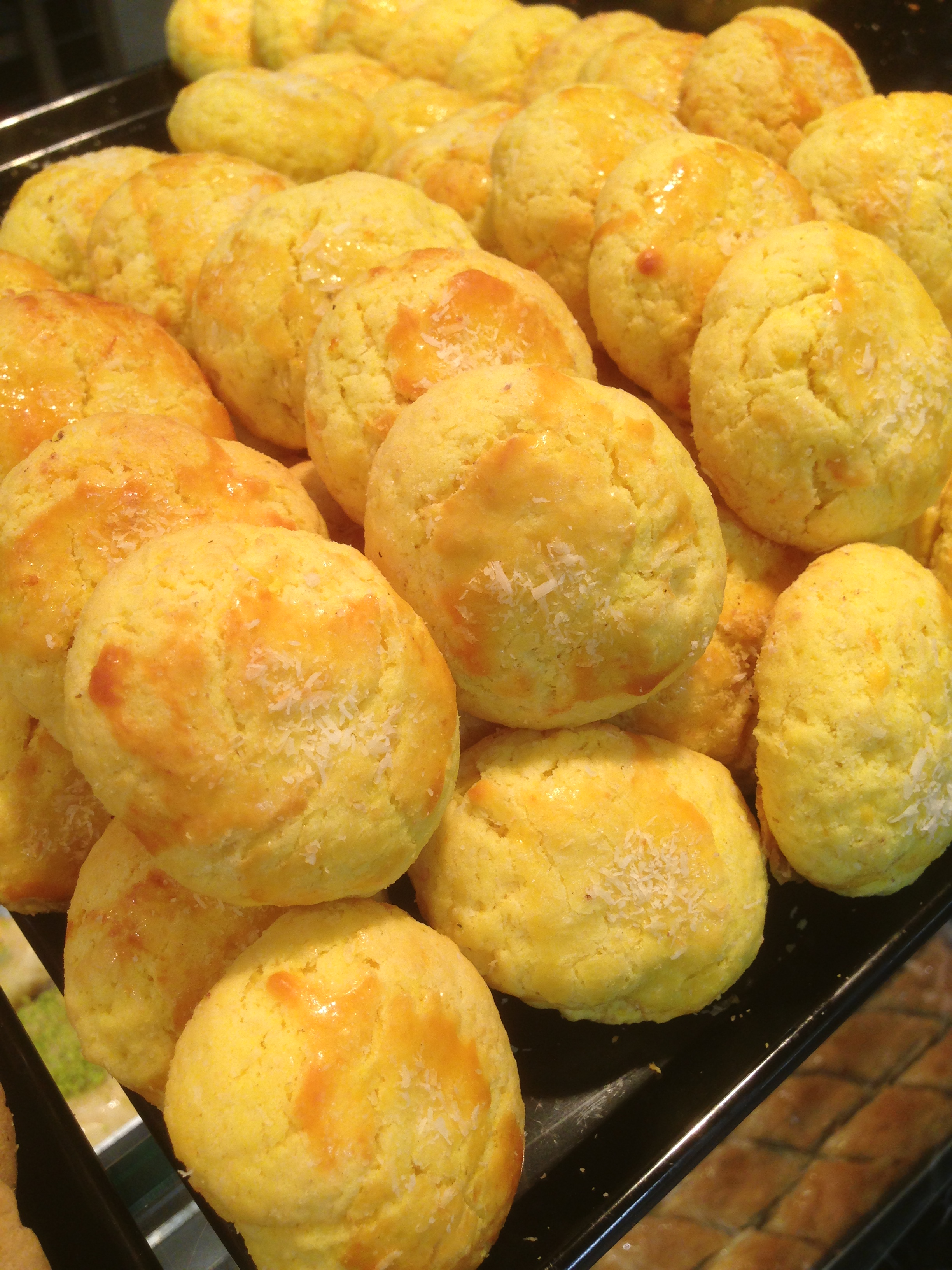
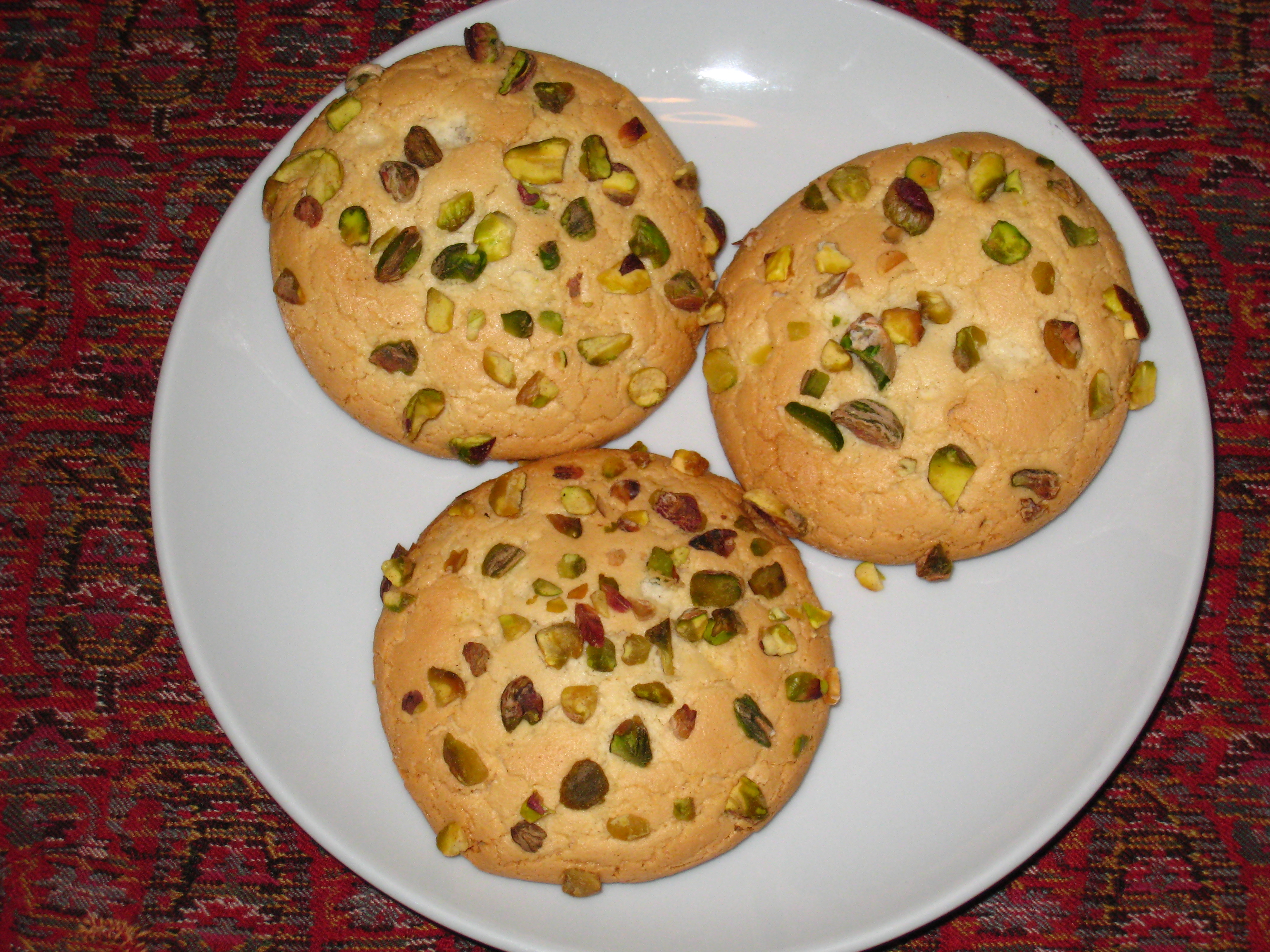
Іранське кураб'є з Тебриза
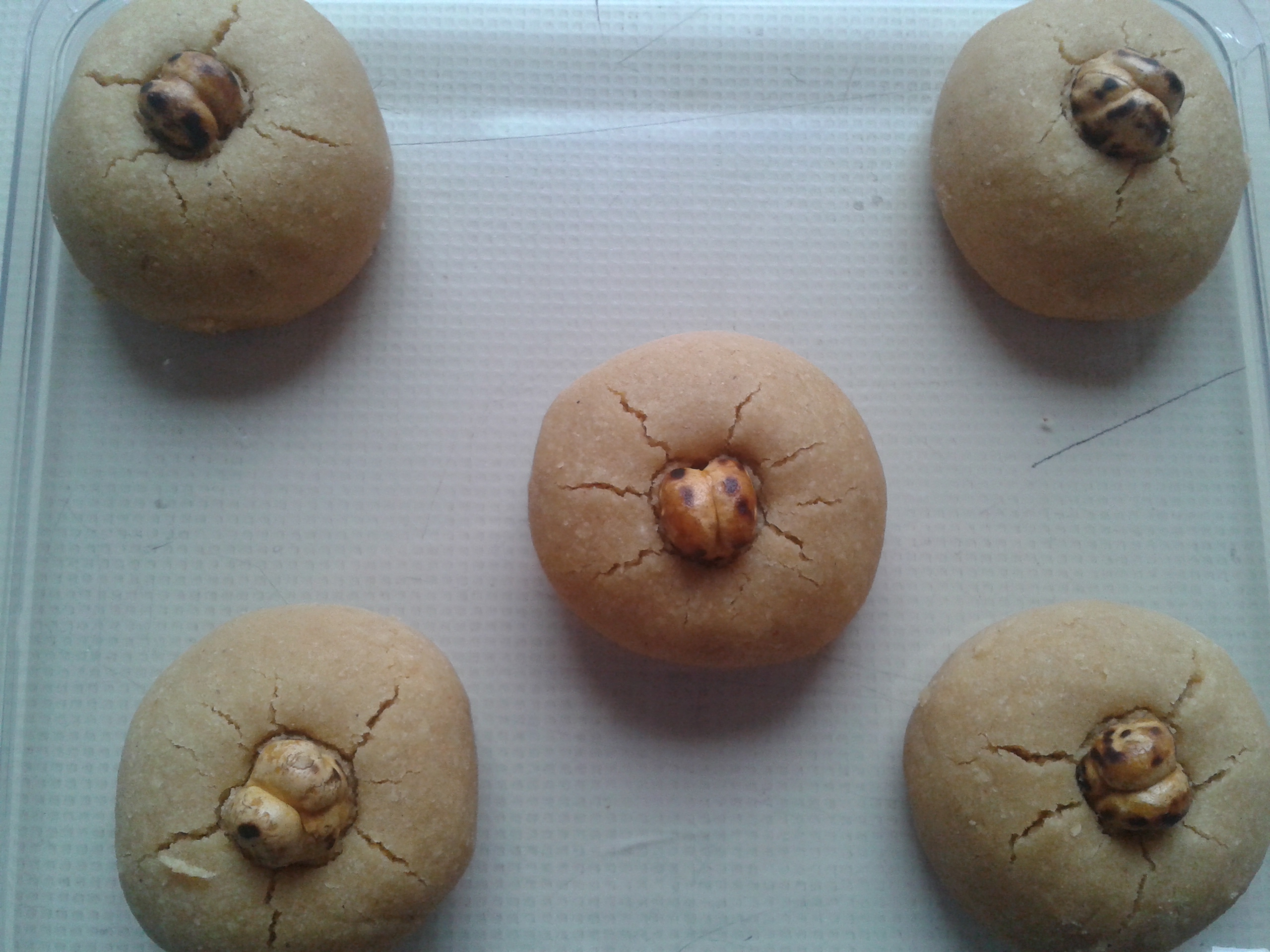
Кураб'є з Леблебі